# 진동도서관
진동도서관은 경남 창원시 마산합포구에 있는 도서관이다.

## 현역
- 1992년 9월 22일 진동도서관 조례제정

- 1992년 10월 10일 공사착공

- 1993년 2월 16일 공사준공

- 1993년 7월 30일 개관

- 2002년 7월 8일 구조변경공사 착공

- 2002년 8월 25일 구조변경공사 완공/ 어린이자료실 2층으로 이전

- 2003년 9월 1일 디지털자료실 개실

- 2013년 1월 2일 일반실, 어린이실 통합

- 2015년 8월 19일 노인, 장애인 정보누리터 설치

- 2016년 9월 9일 엘리베이터 설치

- 2020년 10월 29일 도서관 외관 리모델링

## 이용 시간
| 구분                    | 이용시간                                         |
| ----------------------- | ------------------------------------------------ |
| 일반자료실 어린이자료실 | 화요일~일요일 09:00 ~ 18:00 수요일 09:00 ~ 20:00 |
| 디지털자료실            | 화요일~일요일 09:00 ~ 17:30                      |
| 자유학습실              | 월요일 09:00 ~ 18:00                             |

## 휴관일
- 정기휴관일: 매주 월요일
- 일요일을 제외한 법정 공휴일 (단, 일요일이 국경일이나 그 밖의 공휴일과 겹치는 경우는 휴관)
- 임시휴관일 : 도서관 사정으로 휴관하는 날